# Leucospis calligastri
Leucospis calligastri is een vliesvleugelig insect uit de familie Leucospidae. De wetenschappelijke naam is voor het eerst geldig gepubliceerd in 1938 door Ferrière.